# Volos
Volos är en stad i Grekland med 82,439 invånare 2001. Volos ligger i kommunen Dimos Volos och är huvudort i provinsen Magnesien. I Volos spelades matcher i fotboll för herrar och för damer vid Olympiska sommarspelen 2004, EM i gymnastik 2006 samt Medelhavsspelen 2013.